# نهائي كأس الاتحاد الإنجليزي 1947
نهائي كأس الاتحاد الإنجليزي 1947 (بالإنجليزية: FA Cup final 1947) هي مباراة كرة قدم الختامية لتحديد الفائز في بطولة كأس الاتحاد الإنجليزي 1946–47 في البطولة السادس والستين من مسابقة كأس الاتحاد الإنجليزي في بطولة الأقدم في تاريخ في كرة القدم وينظمها الاتحاد الإنجليزي لكرة القدم، أقيمت المباراة في 26 أبريل 1947 على ملعب ويمبلي، بين تشارلتون أثليتيك وبيرنلي. يدخل نادي تشارلتون المباراة ليخوض النهائي الثاني على التوالي بعد خسارته أمام ديربي كاونتي في العام السابق، بينما يشارك نادي بيرنلي من الدرجة الثانية، يخوض النهائي الأول له منذ عام 1914.
فاز تشارلتون بالمباراة بنتيجة 1-0 بعد الوقت الإضافي، وسجل كريس دافي هدف الفوز. أصبح تشارلتون أثلتيك	 أول نادٍ لندني يظهر في نهائيات كأس الاتحاد الإنجليزي مرتين متتاليتين وكان هدف كريس دافي في الوقت الإضافي كافياً لفريق أديكس للفوز بكأس الاتحاد الإنجليزي للمرة الأولى والوحيدة في تاريخه.
وللعام الثاني على التوالي، انفجرت الكرة خلال المباراة؛ وقد عُزيت الحادثتان لاحقًا إلى رداءة جودة الجلد المتوفر بعد الحرب العالمية الثانية.

## عن الفريقين
| الفريق          | التتويج | المشاركات السابقة في النهائيات (الخط الغليظ للأرقام يشير لسنة التتويج باللقب) |
| --------------- | ------- | ----------------------------------------------------------------------------- |
| تشارلتون أثلتيك | 0       | 1 (1946)                                                                      |
| بيرنلي          | 1       | 1 (1914)                                                                      |